# Jerime Anderson
Jerime Anthony Anderson (Anaheim, 5 ottobre 1989) è un cestista statunitense.

## Palmarès
- Campionato sloveno: 1

Krka Novo mesto: 2012-13
- Campionato messicano: 1

Fuerza Regia: 2020
- CIBACOPA: 1

Astros de Jalisco: 2023